# Porto Tolle
Porto Tolle é uma comuna italiana da região do Vêneto, província de Rovigo, com cerca de 10.659 habitantes. Estende-se por uma área de 227 km², tendo uma densidade populacional de 47 hab/km². Faz fronteira com Ariano nel Polesine, Porto Viro, Taglio di Po.

## Demografia
| Variação demográfica do município entre 1861 e 2011                               |
|                                                                                   |
| Fonte: Istituto Nazionale di Statistica (ISTAT) - Elaboração gráfica da Wikipedia |